# Atypus
Atypus LATREILLE, 1804 è un genere di ragni migalomorfi appartenente alla famiglia Atypidae dell'ordine Araneae.
Il nome deriva dal greco ᾶ-, àlfa-, con valore di negazione della parola seguente, e τύπος, typos, cioè forma, immagine, tipo, ad indicarne la forma atipica a causa della sproporzione dei cheliceri e delle filiere.

## Caratteristiche
Le femmine, di dimensioni fra i 7 e i 21 mm, sono di colore rossastro o marrone scuro. I maschi non superano i 12 mm e a volte hanno colorazioni vivaci.
Questi ragni posseggono otto occhi di dimensioni da medie a grandi; hanno in tutto sei filiere, di cui le due mediane di forma troncata. Hanno cheliceri di grandi dimensioni con zanne lunghe e sottili e la pars cephalica del cefalotorace è più innalzata rispetto al resto..
I maschi di questo genere si possono distinguere da quelli del genere Sphodros dalle creste marginali situate sullo sterno, dal loro embolo a forma di spina dorsale, e dal loro capo dritto; le femmine invece si differenziano per l'epigino con due piastre fortemente sclerotizzate recanti alla base i ricettacoli.

## Comportamento
I ragni del genere Atypus vivono in un tubo setoso parallelo al terreno, per una ventina di centimetri circa seppellito e per altri 8 centimetri fuoriuscente. Il ragno resta in agguato sul fondo del tubo: quando una preda passa sulla parte esterna, le vibrazioni della tela setosa allertano il ragno che scatta e la trafigge, per poi rompere la sua stessa tela, portarsi la preda nella parte interna e cibarsene..

## Rapporti con l'uomo
I contadini dei Carpazi adoperano i tubi-trappola che costruiscono come tana questi ragni, tagliandoli longitudinalmente, per coprire le ferite ed accelerarne la guarigione; le loro ragnatele presentano, infatti, notevoli proprietà antisettiche, probabilmente perché costituite da proteine e si amalgamano con i bordi della ferita aiutandone la chiusura.

## Distribuzione
Viene rinvenuto principalmente in Eurasia, con l'eccezione di Atypus affinis presente anche in Nordafrica e Atypus snetsingeri negli USA. In Europa sono presenti: Atypus affinis, Atypus muralis e Atypus piceus.

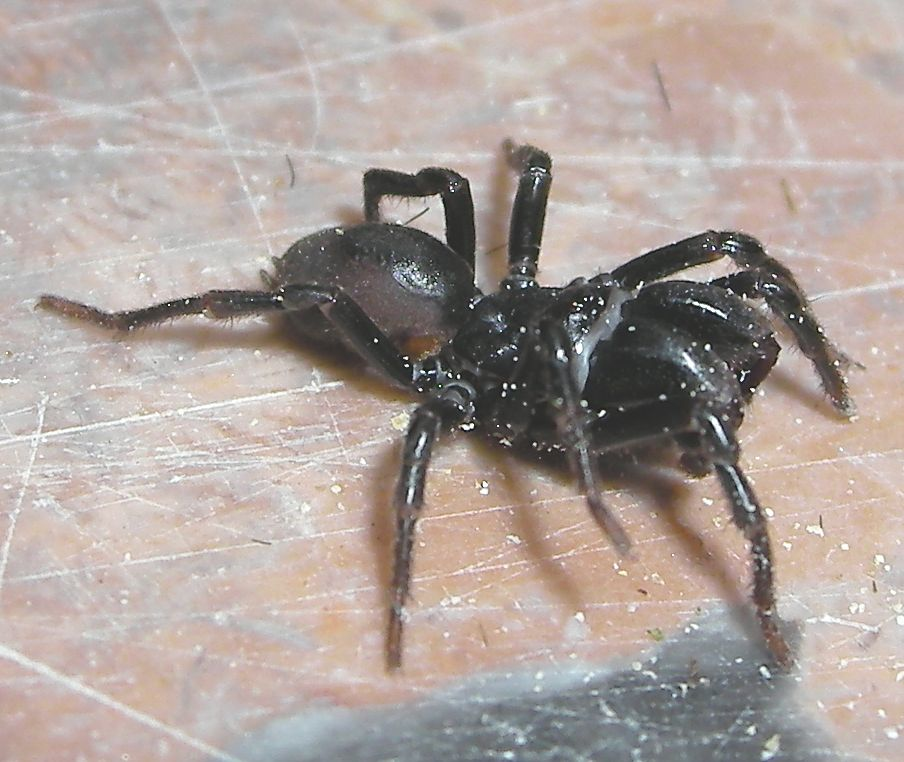
Atypus affinis

## Tassonomia
Attualmente, a giugno 2012, si compone di 29 specie:
1. Atypus affinis Eichwald, 1830 — dalla Gran Bretagna all'Ucraina, Nordafrica
2. Atypus baotianmanensis Hu, 1994 — Cina
3. Atypus coreanus Kim, 1985 — Corea
4. Atypus dorsualis Thorell, 1897 — Myanmar, Thailandia
5. Atypus flexus Zhu, Zhang, Song & Qu, 2006[7] — Cina
6. Atypus formosensis Kayashima, 1943 — Taiwan
7. Atypus heterothecus Zhang, 1985 — Cina
8. Atypus javanus Thorell, 1890 — Giava
9. Atypus karschi Dönitz, 1887 — Cina, Taiwan, Giappone
10. Atypus lannaianus Schwendinger, 1989 — Thailandia
11. Atypus largosaccatus Zhu, Zhang, Song & Qu, 2006 — Cina
12. Atypus ledongensis Zhu, Zhang, Song & Qu, 2006 — Cina
13. Atypus magnus Namkung, 1986 — Russia, Corea
14. Atypus medius Oliger, 1999 — Russia
15. Atypus muralis Bertkau, 1890 — dall'Europa centrale al Turkmenistan
16. Atypus pedicellatus Zhu, Zhang, Song & Qu, 2006 — Cina
17. Atypus piceus[8](Sulzer, 1776) — dall'Europa alla Moldavia, Iran
18. Atypus quelpartensis Namkung, 2002 — Corea
19. Atypus sacculatus Zhu, Zhang, Song & Qu, 2006 — Cina
20. Atypus sinensis Schenkel, 1953 — Cina
21. Atypus snetsingeri Sarno, 1973 — USA
22. Atypus sternosulcus Kim, Kim, Jung & Lee, 2006 — Corea
23. Atypus suiningensis Zhang, 1985 — Cina
24. Atypus suthepicus Schwendinger, 1989 — Thailandia
25. Atypus sutherlandi Chennappaiya, 1935 — India
26. Atypus suwonensis S.T. Kim, H.S. Kim, Jung & Lee, 2006 — Corea
27. Atypus tibetensis Zhu, Zhang, Song & Qu, 2006 — Cina
28. Atypus wataribabaorum Tanikawa, 2006 — Giappone
29. Atypus yajuni Zhu, Zhang, Song & Qu, 2006 — Cina

### Specie trasferite ad altro genere
- Atypus abboti (Walckenaer, 1835) = Sphodros abboti
- Atypus bicolor Lucas, 1836  = Sphodros rufipes
- Atypus milberti (Walckenaer, 1837) = Sphodros rufipes
- Atypus niger Hentz, 1842 = Sphodros niger
- Atypus rufipes Latreille, 1829 = Sphodros rufipes[6]